# Ozóporo
Um ozóporo (do grego ozo = odor e do latim porus = poro, pequena abertura) é uma glândula defensiva presente nos opiliões e em alguns milípedes. Essas glândulas também são chamadas de glândulas remuneratórias ou glândulas odoríferas por vários autores. Localizam-se nos lados da zona anterior do cefalotórax.